# Neuquensaurus australis
Il neuquensauro (Neuquensaurus australis) era un dinosauro erbivoro vissuto nel Cretaceo superiore dell'Argentina e dell'Uruguay.

## Collo lungo, corpo corazzato
Questo dinosauro era un sauropode, un grande erbivoro quadrupede dotato di collo e coda lunghi, e apparteneva alla famiglia dei saltasauridi. Come tutti i rappresentanti di questa famiglia, il neuquensauro era ricoperto da una corazza di placche ossee immerse nella pelle, tra le quali erano interposti tubercoli più piccoli. Neuquensaurus assomiglia moltissimo a Saltasaurus, ma visse qualche milione di anni prima, verso l'inizio del Cretaceo superiore.

## Difficoltà di classificazione
Questo dinosauro è stato descritto da Jaime Powell nel 1992 sulla base di resti fossili descritti da Lydekker un secolo prima e denominati Titanosaurus australis. Già negli anni '80, comunque, dopo la scoperta del titanosauro corazzato Saltasaurus Josè Felipe Bonaparte intuì che questa forma sudamericana di "Titanosaurus" fosse molto più simile a Saltasaurus che al vero e proprio Titanosaurus indiano. Inoltre le placche precedentemente note come Loricosaurus scutatus, assegnate con qualche perplessità da Huene a un dinosauro anchilosauro, sono senza dubbio appartenute a questo animale.